# Hugo de Prato Florido
Hugo de Prato Florido (lat. von der Blumenwiese, auch Hugo de Vinacensibus; * um 1262 in Prato; † 4. Dezember 1322 in Pisa) war ein italienischer Dominikaner und Autor.

## Leben
Über Hugos Leben ist wenig bekannt. 1276 lebte er in Florenz. 1288/89 war er Student der Theologie an der Universität Florenz. Am 6. März 1301 trat er in den Dominikanerkonvent von Pisa ein, wo er bis an sein Lebensende blieb.
Hugo verfasste Musterpredigten in lateinischer Sprache. Ein Band enthielt Predigten über die Evangelienlesungen und die Epistellesungen Der Sonntage, ein anderer Predigten zu den Heiligentagen.

## Werke

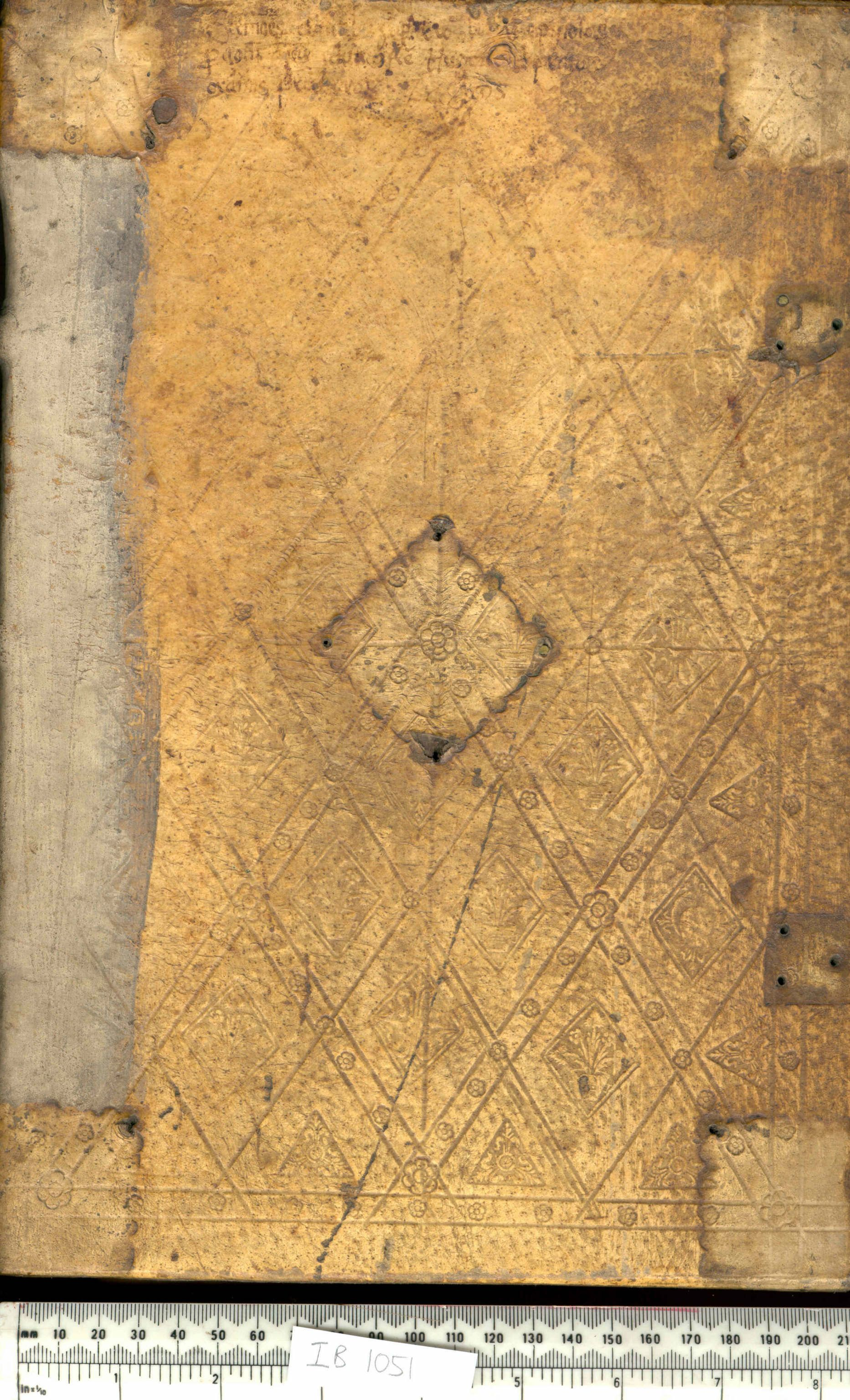
Einbanddeckel der 1479er Sermones dominicales super evangelia et epistolas aus dem Kloster Indersdorf

- Sermones dominicales super evangelia et epistolas – Sonntagspredigten über die Evangelien und Briefe. Gedruckt in Nürnberg, 1483, zuvor schon 1472 in Straßburg. Das gleiche Werk wurde 1485 auch in Heidelberg gedruckt, wo es den ersten nachweislich vor Ort produzierten Druck darstellte. 1483: Digitalisat
- Sermones Hugonis de Prato Florido de Sanctis. Heydelberge 21. I. 1485. Digitalisat
- Biblia cum postillis de Lyra. Gedruckt in Nürnberg 1485.

(Diese beiden Inkunabeln befinden sich u. a. im Besitz der Bibliothek der Maria-Curie-Skłodowska-Universität in Lublin).
- Ferner ein Zitatfund aus: DE SACROSANCTIS NOVI FOEDERIS IESU CHRISTI SACRAMENTIS von Anton Praetorius von 1602:
  - Appendix ex Hugone de Prato, supra epist. dom. 6. Trinitat.
    - „Virtus baptismi non est ab aqua, neque a verbis, neque a baptizante, neque a baptizato, sed a Jesu Christo.“ Et paulo post: „Potius debemus dici baptizati et mundati in morte Christi, quam in Baptismo.“

  - Übersetzung: Hierzu ein Zitat aus Hugo de Prato, Über die Sonntagslesungen 6. Dreifaltigkeitssonntag
    - „Die Wirkung der Taufe kommt nicht vom Wasser, noch von den Worten, auch nicht vom Täufer oder vom Getauften, sondern von Jesus Christus.“ Und wenig später: „Eher muß man von uns sagen, daß wir im Tode Christi getauft und gereinigt sind, als in der Taufe.“